# Référendums aux Philippines
Les référendums d'initiative parlementaire ou populaire sont possibles aux Philippines, dont la constitution organise le cadre légal de cette forme de démocratie directe.

## Référendum d'origine populaire
Les articles 6 et 17 de la constitution de 1987 permettent à la population des Philippines de mettre en œuvre des référendums législatifs ou abrogatoires ou portant sur une révision constitutionnelle.

### Législatif ou abrogatif
En accord avec l'article 6, les signatures d'au moins 10 % des électeurs inscrits sur les listes électorales, dont 3 % dans chacune des circonscriptions législatives des Philippines doivent être réunies pour organiser un référendum portant sur les domaines relevant du congrès. En 2016, un total de 55 735 757 électeurs étaient inscrits sur les listes, ce qui équivaut à un seuil d'un peu moins de 5 574 000 signatures. En pratique, le nombre de signatures à collecter est cependant plus élevé pour pallier le nombre variable de signatures invalides ou en double. 
Le référendum est légalement contraignant. Aucun quorum de votes favorables ou de participation n'est exigé en matière législative, la majorité absolue suffit.

### Constitutionnel
L'article 17 permet quant à lui la tenue d'un référendum populaire proposant un amendement de la constitution. Les signatures d'au moins 12 % des électeurs inscrits sur les listes électorales doivent pour cela être réunies, soit en 2016 environ 6 688 000 signatures. La nécessité de collecter les signatures d'au moins 3 % des inscrits de chacune des 238 circonscriptions législatives s'applique également. Le référendum est organisé entre soixante et quatre-vingt-dix jours après que la validité des signatures aient été certifiée par la Commission électorale. 
Le référendum est légalement contraignant, et la majorité absolue suffit également. Un référendum constitutionnel d'origine populaire ne peut cependant être organisé moins de cinq ans après un autre,.

## Référendum d'initiative parlementaire

### Constitutionnel
Une révision constitutionnelle peut également avoir lieu par un simple vote à la majorité des trois quarts des membres du congrès. Ce dernier peut cependant provoquer la tenue d'une convention constitutionnelle par un vote au deux tiers, ou proposer directement l'amendement au vote de la population par un vote à la majorité simple.